# Dolly Parton
Dolly Rebecca Parton (født 19. januar 1946 i Sevierville, Tennessee) er en amerikansk sangskriver, sangerinde og tv- og filmskuespiller. Hun synger pop men har mest slået sine folder indenfor countrymusik, hvor hun begyndte. Dolly Parton er bl.a. kendt for numre som "Coat of many Colours" "Jolene", "Nine to Five" og "I Will Always Love You". Hun har til dato skrevet mere end 3.000 sange. Hun har spillet guitar siden hun var syv år gammel og har siden lært sig at spille på 20 instrumenter.
Dolly Parton er desuden medejer af en i 1961 startet forlystelsespark, "Dollywood". Dolly Parton blev medejer i 1986 og i den forbindelse ændrede parken navn til det nuværende navn. Parken har i dag cirka 3.000 ansatte og er områdets største virksomhed. Den årlige omsætning er på ca. 200 millioner dollars. Hendes formue anslås til ca. en halv milliard dollars, hvilket gør hende til den sjette rigeste   nulevende musiker.
Parton har gennem karrieren opnået 44 top 10 placeringer på den amerikanske countryhitliste for albums, hvilket er det højeste antal, nogen kunstner har opnået på denne liste, hvortil kommer 110 singler på singlelisten gennem 40 år. Hun har opnået ti Grammy Awards og 50 nomineringer, samt en række andre hædersbeviser, inklusiv optagelse i countrymusikkens hall of fame. I 2005 blev hun tildelt den prestigefyldte  National Medal of Arts.
Hun medvirker også i tv-serien Hannah Montana, hvor hun spiller sammen med sin guddatter Miley Cyrus.

## Biografi
Hun er den fjerde af 12 børn, som voksede op i et udpræget fattigt hjem i Tennesee, USA. Faderen Robert Lee Parton dyrkede tobak og moderen hed Avie Lee Parton. Hun var svagelig efter at have født 12 børn som 35 - årig, men formåede at holde hjemmet pænt og ordentligt samt vække interessen for musik hos børnene.  Dolly fik en guitar af sin onkel, da hun var syv år gammel og viste hurtigt et musikalsk talent, som blandt andet førte til optræden i lokalradioen som tiårig. Allerede som 12-årig var hun i lokalt TV i Knoxville og som 13 - årig optrådte hun på det berømte spillested Grand Ole Opry i Nashville. Kort efter begyndte hun at indspille for et mindre pladeselskab i Louisiana og i 1962 for  Mercury Records. Hun rejste til Nashville i 1964 for at styrke sin karriere som countrysanger og giftede sig i 1966 med en asfaltfabriksejer, Carl Dean, som hun havde mødt i et vaskeri den dag, hun flyttede til Nashville.
I 1967 blev hun opdaget af Porter Wagoner og hyret til at medvirke i hans TV-shows. Det blev til et længere samarbejde, og deres duetter er legendariske i dag. Da hun i 1971 fik et solohit med Joshua og efterfølgeren ¨Coat of many coulors, som er en selvbiografisk sang, gik der ikke lang tid, inden hendes popularitet overhalede hans, ligesom hun opnåede stor anerkendelse som singer/songwriter. Hendes salgssucces startede i løbet af 1970'erne og fortsatte i det følgende årti.  
Perioden efter bruddet med Wagoner blev Partons mest produktive år. Fra 1977 udviklede hendes musik sig mere i retning af mainstream og pop, og med Here you come again opnåede hun et internationalt gennembrud. I 1980 debuterede hun på film med Nine to Five, hvor hun også havde skrevet og sang titelsangen. Den efterfulgtes i 1982 af salgssucceen Byens bedste horehus, og det blev begyndelsen til en længere karriere i Hollywood. Alligevel vendte hun tilbage til country igen, da hun indsang et trioalbum i 1987 med sine to med-dronninger i countryen, Linda Ronstadt og Emmylou Harris. Hun gentog det i 1994 sammen med veteranerne Tammy Wynette og Loretta Lynn, som dermed fik et et comeback. Efter en tilbagegang i slutningen af 1990'erne, genvandt hun sin status som en af countrymusikkens største stjerner, og har siden millennium udgivet en række albums på adskillige pladeselskaber, herunder sit eget Dolly Records. Hun har gennem karrieren fået solgt mere end 100 millioner udgivelser på verdensplan.
I 1999 indspillede hun et bluegrassalbum med nogle af de dygtigste musikere i den genre, The Grass is Blue. Dette album fik en efterfølger i 2001 med Little Sparrow. Det medførte en klar tilbagevenden til country, hvad mange af hendes udgivelser efter millennium også er præget af.
Hun har især vist sin styrke i sange om sin egen barndom og de spor, som den har efterladt i hendes erindring. Hun købte barndomshjemmet, som havde været solgt, tilbage i 1990'erne for at bevare minderne. Men også "protestsange" som 9 to 5 om kvinders vilkår på arbejdsmarkedet, Jolene et nødråb  fra fortælleren til mandens elskerinde om ikke at stjæle ham, i dramatiske sange som "The bridge" om selvmord samt i (selv)ironiske sange som "Dumb blonde" har hun bidraget til sin status som en af de store sangere og sangskrivere. Selvironien kommer også til udtryk i nogle af de citater, kaldet dollyismer, hun er kendt for: "Det er dyrt at se så billig ud" og "Jeg ser falsk ud, men alt inden i mig er ægte".
Hun er kendt for at give donationer til velgørende formål og gav i 2020 million til forskning i vaccine mod Covid-19.

## Diskografi
- Hello, I'm Dolly (1967)
- Just Between You and Me (with Porter Wagoner) (1968)
- Just Because I'm a Woman (1968)
- Just the Two of Us (with Porter Wagoner) (1968)
- In the Good Old Days (When Times Were Bad) (1969)
- Always, Always (with Porter Wagoner) (1969)
- My Blue Ridge Mountain Boy (1969)
- The Fairest of Them All (1970)
- Porter Wayne and Dolly Rebecca (with Porter Wagoner) (1970)
- Once More (with Porter Wagoner) (1970)
- Two of a Kind (with Porter Wagoner) (1971)
- The Golden Streets of Glory (1971)
- Joshua (1971)
- The Right Combination • Burning the Midnight Oil (with Porter Wagoner) (1972)
- Touch Your Woman (1972)
- Together Always (with Porter Wagoner) (1972)
- My Favorite Songwriter, Porter Wagoner (1972)
- We Found It (with Porter Wagoner) (1973)
- My Tennessee Mountain Home (1973)
- Love and Music (with Porter Wagoner) (1973)
- Bubbling Over (1973)
- Jolene (1974)
- Porter 'n' Dolly (with Porter Wagoner) (1974)
- Love Is Like a Butterfly (1974)
- The Bargain Store (1975)
- Say Forever You'll Be Mine (with Porter Wagoner) (1975)
- Dolly (1975)
- All I Can Do (1976)
- New Harvest...First Gathering (1977)
- Here You Come Again (1977)
- Heartbreaker (1978)
- Great Balls of Fire (1979)
- Dolly, Dolly, Dolly (1980)
- Porter & Dolly (with Porter Wagoner) (1980)
- 9 to 5 and Odd Jobs (1980)
- Heartbreak Express (1982)
- Burlap & Satin (1983)
- The Great Pretender (1984)
- Once Upon a Christmas (with Kenny Rogers) (1984)
- Real Love (1985)
- Trio (with Emmylou Harris and Linda Ronstadt) (1987)
- Rainbow (1987)
- White Limozeen (1989)
- Home for Christmas (1990)
- Eagle When She Flies (1991)
- Slow Dancing with the Moon (1993)
- Honky Tonk Angels (with Loretta Lynn and  Tammy Wynette) (1993)
- Something Special (1995)
- Treasures (1996)
- Hungry Again (1998)
- Trio II (with Emmylou Harris and Linda Ronstadt) (1999)
- Precious Memories (1999)
- The Grass Is Blue (1999)
- Little Sparrow (2001)
- Halos & Horns (2002)
- For God and Country (2003)
- Those Were the Days (2005)
- Backwoods Barbie (2008)
- Better Day (2011)
- Blue Smoke (2014)
- Pure & Simple (2016)
- I Believe in You (2017)
- A Holly Dolly Christmas (2020)